# Châtenois (Giura)
Châtenois è un comune francese di 347 abitanti situato nel dipartimento del Giura nella regione della Borgogna-Franca Contea.

## Società

### Evoluzione demografica
Abitanti censiti